# Матей Видински
Матей (на гръцки: Ματθαίος, Матеос) е гръцки духовник, митрополит на Цариградската патриаршия.

## Биография
Става духовник. Служи като протосингел на Търновската митрополия. През ноември 1790 година е избран и по-късно ръкоположен за видински митрополит. Умира в 1791 година или в 1794 година.